# Daktronics

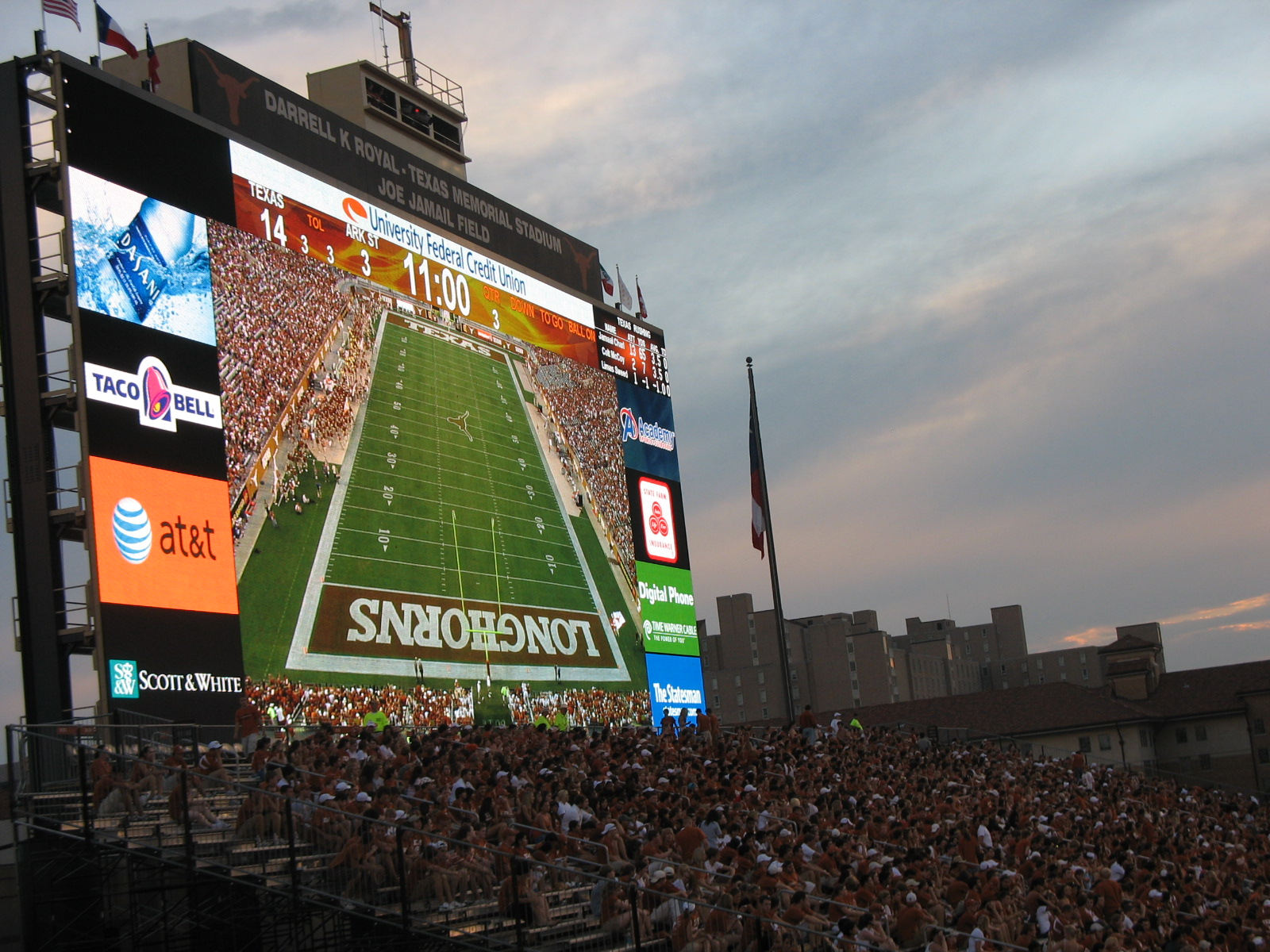
Großdisplay im Darrell K Royal-Texas Memorial Stadium von Daktronics

Daktronics Inc. ist ein Elektronikhersteller aus den Vereinigten Staaten mit Hauptsitz in Brookings in South Dakota. Das Unternehmen produziert und vertreibt Videodisplays, Sportanzeigesysteme und Werbedisplays und beschäftigt rund 2.500 Mitarbeiter.

## Geschichte
Daktronics wurde 1968 von Aelred Kurtenbach und Duane Sander, zwei Professoren der South Dakota State University in Brookings gegründet. Die ersten Produkte waren elektronische Abstimmsysteme für regionale Parlamente und schon 1971 entwickelte das Unternehmen mit dem patentierten Matside® wrestling scoreboard das erste eigene Produkt.
1994 ging Daktronics an die Börse. Seitdem werden die Aktien des Unternehmens an der NASDAQ unter dem Börsenkürzel DAKT gehandelt.
Die Daktronics GmbH wurde 2003 als deutsche Niederlassung der Daktronics Inc. gegründet. 2006 lieferte man eine neue High-Definition-Videoanzeigetafel für das Darrell K Royal-Texas Memorial Stadium in Austin, Texas,
mit den Abmessungen 41 m mal 25 m und einer Pixelauflösung von 2064 × 848. Zu diesem Zeitpunkt war es das größte Display der Welt.

## Produkte
Daktronics hat sich auf die Herstellung von Displays spezialisiert. So werden unter anderem Videodisplays und große Anzeigetafeln für Sportstadien gefertigt. Auch riesige Werbetafeln und Wechselverkehrszeichen befinden sich unter den Produkten des Unternehmens.